# Gábor Horváth (football)
Pour les articles homonymes, voir Gábor Horváth.
Gábor Horváth est un footballeur international hongrois né le 4 juillet 1985 à Székesfehérvár. Il évolue au poste de défenseur central.
Aujourd’hui Gábor Horváth est l’entra Du Club FC Rhône Vallée des U12 U13 et des U20, il m’aine son équipe comme il a été entraîné en ce moment les équipes font partie de championnat vous pouvez en savoir plus sur le site FC Rhône Vallée.    D’une joueuse du Fc Rhône Vallée